# یک عشق ناممکن
یک عشق ناممکن (به فرانسوی: Un amour pamundur) یک فیلم درام رمانتیک فرانسوی محصول سال ۲۰۱۸ به نویسندگی و کارگردانی کاترین کورسینی است که بر اساس رمانی به همین نام نوشته کریستین آنگو در سال ۲۰۱۵ ساخته شده‌است.[۱][۲] این فیلم با بازی ویرژینی افیرا، نیلس اشنایدر و ژنی بث سرگذشت یک کارمند اداری به نام راشل را روایت می‌کند.

## داستان
در اواخر دهه ۱۹۵۰ در شاتورو، فرانسه، راشل، یک کارمند معمولی دفتر با فیلیپ، جوانی باهوش که در خانواده‌ای اشرافی به دنیا آمده بود آشنا می‌شود. این ارتباط کوتاه اما پرشور منجر به تولد دختری به نام شانتال می‌شود. فیلیپ از ازدواج با دختری خارج از طبقه اجتماعی خود امتناع می‌کند و راشل مجبور است دخترشان را به تنهایی بزرگ کند. صرف نظر از این، شانتال منبع بزرگی از شادی برای راشل است. او آرزو می‌کند که فیلیپ به‌طور قانونی دخترش را تأیید کند و نام خانوادگی او را به او بدهد. کوششی که بیش از ده ساله به درازا می‌کشد و به یک نقطه ضعف راشل در برابر فلیپ تبدیل می‌شود و باعث می‌شود هر بار بیش از پیش به سوء استفاده‌های ناجوانمردانه فلیپ تن بدهد تا شاید او دخترش را به رسمیت بشناسد ولی انحطاط اخلاقی فلیپ با جریان فیلم هر بار عریانتر می‌شود و در نهایت به روابط راشل و شانتل آسیب جبران ناپذیری می‌زند و …